# Château de Horst
Pour les articles homonymes, voir Horst (homonymie).
 (octobre 2023).
Le château de Rhode-Saint-Pierre, aussi appelé château de Horst, est situé dans le Brabant flamand en Belgique (3220 Holsbeek). Avec les châteaux de Bouillon, de Beersel, de Corroy, de Gand, de Lavaux et de Vêves, il constitue un des plus beaux châteaux médiévaux de Belgique. Le château de Horst tient sa couleur verdâtre de la glauconite, une pierre argileuse.

## Histoire
En 1100 est cité un « Rode Castellum ». 
En 1263, il est la propriété de Jean de Horst. C’est un château entouré de douves de la forme d’un polygone irrégulier. 
L'histoire de cette demeure remonte donc au XIIIe siècle quand Rode échut dans les mains des Lantwyck dont un Jean épousa en date du 27 mars 1292 Marguerite de Brabant, dite de Tervueren,  fille naturelle du duc Jean Ier.
La zone de Rhode-Saint-Pierre était stratégiquement située près de Louvain qui, jusqu'au milieu du XIVe siècle, était la plus grande et la plus importante ville du duché de Brabant.
Le dispositif défensif est évident mais il n’est que la succession, revue à la Renaissance, d’une place forte du Moyen Âge. Horst est en effet un des premiers châteaux du Brabant à avoir quitté in illo tempore ses habits médiévaux pour ceux d'une existence moins guerrière et versée vers un art de vivre courtisan, où se conjuguèrent beauté et harmonie.

## Architecture
« La partie la plus ancienne est bien certainement cette grande tour dorée par le lichen… C'était la tour de refuge, le donjon. À ses barbacanes étroites et longues, à ses quatre gargouilles sculptées en forme de guivre, comme celles d'une cathédrale, aux traces de créneaux que vous apercevez sous le rebord du toit, vous reconnaissez le caractère purement militaire et féodal du XIIIe siècle. La vigie qui la surmonte, en forme de poivrière, est d'une époque postérieure. Là-bas, près de la porte d'entrée, les ruines de ces deux tours rondes qu'on nommait douves, parce qu'elles ressemblaient à des futailles, sont vraisemblablement contemporaines du donjon. Elles défendaient le pont-levis. Les autres bâtiments qui se replient en pentagone sont beaucoup moins anciens…   »
Un élément particulier fut utilisé dans la construction de ce château : la glauconite[source insuffisante] (souvent utilisée comme matériau de construction pour les églises et monuments en Flandre car rendant l'ensemble extrêmement dur et résistant).

## La légende du château hanté

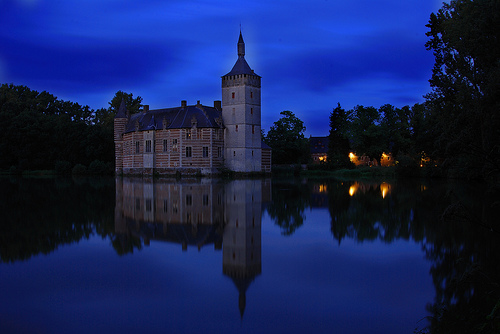
Château de Horst, quand vient la nuit…

Les villageois disent[style à revoir] que le fantôme du seigneur de Rode revient tous les soirs à minuit dans un carrosse tiré par six chevaux sauvages qui, sortant du bois où se trouvent les ruines du pressoir, descend au grand galop l'avenue des tilleuls et entre, on ne sait par quelle magie, dans le donjon. Des lueurs sinistres brillent alors pendant un temps aux meurtrières de la tour avant que le carrosse ne repasse le pont-levis et retourne, aussi furtivement qu'il est venu, dans les ruines du pressoir.
L’âme du légendaire seigneur du XVe siècle ne pourrait trouver la paix pour avoir tué son chapelain.
Il existe deux versions[réf. nécessaire] de l’histoire :
La première prétend que le prêtre avait commencé la messe au château avant l’arrivée du seigneur, et ce dernier, furieux de son manque de respect, lui aurait tranché la gorge.
La seconde version dit que le dernier sire de Rhode aurait passé sa jeunesse dans les aventures des voyages lointains et serait, enfin, rentré dans le pays accompagné d'une jeune et jolie femme, épousée à l'étranger. Déjà âgé, son caractère sombre et chagrin l'avait rendu très sévère à l'égard de ses vassaux et fort jaloux de sa compagne; il prit ombrage de ses conversations avec le chapelain. Il advint qu'un jeune homme à la veille de se marier, fut condamné à être pendu pour délit de chasse. Sa fiancée, toute éplorée, demanda à la châtelaine son intervention auprès du seigneur, en faveur de son futur époux et celui-ci fut en effet gracié. Or, peu de temps après, le sire de Rhode, sa femme et le chapelain, se rendant en carrosse au château d'Hervelé, rencontrèrent une noce. L’épousée jeta son bouquet sur les genoux de la noble qui, émue, remercia le jeune couple de la main. Le vieux gentilhomme regarda sa fiancée avec surprise, ne comprenant rien à son trouble. Il ne savait pas et elle ne voulait pas lui dire qu'elle venait de voir, si heureux, était le manant qui avait été condamné à mort. Elle eût redouté que, par un geste de rancune, il ne se fût fait un plaisir de troubler la noce. Dans la crainte que le chapelain ne parlât, elle lui fit signe de se taire. Par malheur, son mari aperçut ce geste; tous ses soupçons lui surgirent à l'instant, à l'esprit et lui semblèrent confirmés. Fou de colère, il poignarda le malheureux prêtre qui tomba, frappé à mort dans le carrosse. À la vue de cette scène sanglante, la châtelaine s'évanouit. Quand elle rouvrit les yeux, elle était folle. Elle mourut peu de temps après. L'époux ne tarda pas à reconnaître sa fatale erreur et, poursuivi par d'horribles visions, passa le reste de sa vie dans la solitude et les remords. Il trépassa sans postérité.

## Quelques armoiries des seigneurs de Horst

de Lantwyck
Boote
Pynnock
de Cortenbach
Hinckaert
de Busleyden
de Rubempré
de Merode

## Propriétaires successifs du château de Horst

### Seigneurs de Rode et Horst et la famille (de/van) Lantwyck
Du XIIIe siècle à 1369
- Jean de Horst (avant 1263 jusqu'à 1268/1291)
- Arnold de Lantwyck, chef de nom et d'armes de la famille de Lantwyck (avant 1268/1291 jusqu'à 1292)
- Mathilde de Lantwyck et Godfried de Gossoncourt de (1292 jusqu’à 1292)
- Adam Ier de Lantwyck (de 1292 jusqu’à 1292)
- Jean Ier de Lantwyck[4] et Marguerite de Tervueren (de 1292 jusqu’à 1312?)[5]
- Arnold de Lantwyck (de 1312? jusqu’à 1323?)
- Adam II de Lantwyck (de 1341 jusqu’à 1350?)
- Jean II de Lantwyck[6]  (de 1357 jusqu’à 1369)

### Famille Boote
De 1369 jusqu’à 1422
- Almeric Boote (de 1369 jusqu’à 1405)[7]
- Elisabeth Boote, mariée à Lonys de Bouchout (de 1405 jusqu’à 1422)

### Famille Pynnock
De 1422 jusqu’à 1461
- Almeric Ier Pynnock (de 1422 jusqu’à 1461). C'est le seigneur de Horst dont nous parlons dans la légende du château hanté!

### Famille de Bourgogne
De 1461 jusqu’à 1482
- Jean de Bourgogne (1439-1479)

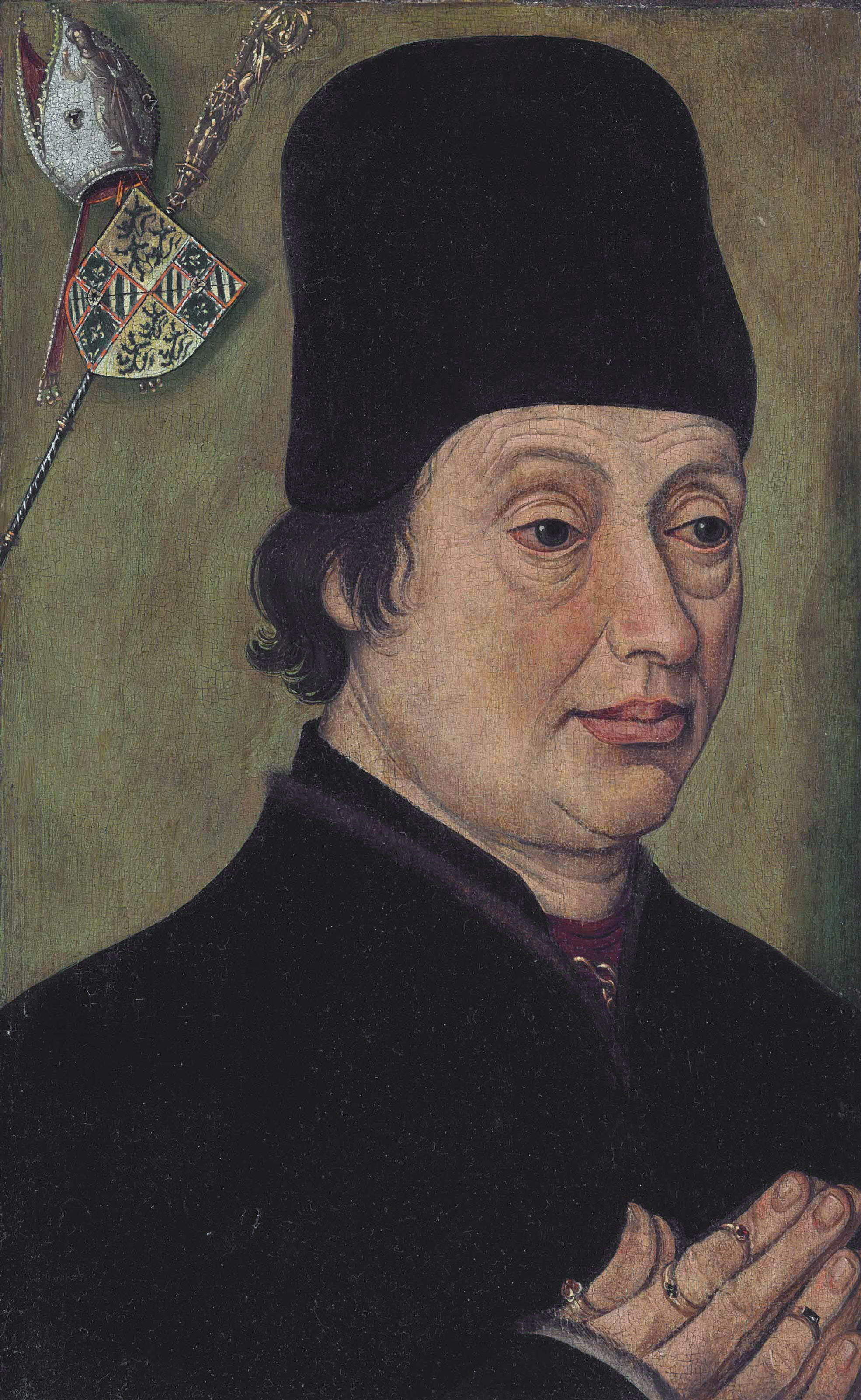
Jean de Bourgogne (1439-1479)

- Philippe de Bourgogne, bâtard du précédent avec Claire van den Hoede[8].

### Famille Pynnock
- 1482-1500 : Louis III Pynnock[9]

### Familie Hinckaert
De 1500 jusqu’à 1521
- Philippa Hinckaert et ses enfants avec Iwein de Corttenbach (de 1500 jusqu’à 1506)
- Gheertruyt van der Vucht, veuve Hinckaert (de 1506 jusqu’à 1521)

### Famille van Busleyden
De 1521 jusqu’à 1605
- Adrienne de Gondeval & Gilles de Busleyden[10] (de 1521 jusqu’à 1533/1536)
- François de Busleyden et sa veuve (de 1533/1536 jusqu’à 1555)
- Charles de Busleyden (de 1555 jusqu’à 1578)
- Marguerite van der Stappen, sa veuve (de 1578 jusqu’à 1587)
- Gilles, avant Charles de Jonge et Antoine de Busleyden (de 1587 jusqu’à 1605)

### Famille de Schoonhoven
De 1605 jusqu’à 1650
- Olivier II de Schoonhoven d'Arschot[11] (de 1605 jusqu’à 1632)
- Charles-Philippe de Schoonhoven (de 1632 jusqu’à 1650)
- Élisabeth de Rivière, veuve de Schoonhoven (de avant 1650 jusqu’à 1650)

### Famille van den Tympel
De 1650 jusqu’à 1713
- Marie-Anne van den Tympel[12] (de 1650 jusqu’à 1658)
- Louis-Charles van den Tympel (de 1658 jusqu’à 1664)
- Philippe-François-Joseph van den Tympel van Brabant (de 1664 jusqu’à 1665)
- Emmanuel-François-Joseph van den Tympel van Brabant (de 1665 jusqu’à 1667)
- Emmanuel-Xavier-Benoît van den Tympel van Brabant (de 1667 jusqu’à 1668)
- Emmanuel van den Tympel van Brabant (de 1668 jusqu’à l668)
- Anne-Marie-Scholastique van den Tympel, veuve van Brabant (de 1668 jusqu’à 1713)

### Famille deRubempré
De 1713 jusqu’à 1730
- Sabine-Claire, princesse de Rubempré et d'Everberghe (de 1713 jusqu’à 1715)
- Louise-Brigitte, princesse de Rubempré et d'Everberghe (de 1715 jusqu’à 1730)

### Famille deMerode
De 1730 jusqu’à 1875
- Maximilien-Léopold-Ghislain de Merode (de 1730 jusqu’à 1769)
- Marie-Catherine-Josèphe de Merode (de 1769 jusqu’à 1773/1794)
- Charles-Guillaume de Merode (de 1773/1794 jusqu’à 1830)
- Françoise-Louise-Ghislaine de Merode (de 1830 jusqu’à 1875)

### Familles de Lombise et de Ribaucourt
De 1875 jusqu’à 1922
- Marie-Ghislaine-Thérèse de Thiennes de Lombise (de 1875 jusqu’à 1882)
- Caroline-Marie-Ghislaine de Ribaucourt (de 1882 jusqu’à 1922)

### Famille de Hemricourt de Grunne
À partir de 1922
- Guillaume-Charles-Hubert, comte de Hemricourt de Grunne (de 1922 jusqu’à 1978)
- Colette-Nathalie-Léonie-Françoise-Thérèse-Josèphe-Marie-Ghislaine, comtesse de Hemricourt de Grunne et le comte Cornet d'Elzius (à partir de 1978)

## De nos jours
En octobre 2007, la comtesse de Hemricourt de Grunne a vendu le château avec 113 hectares de terre à la Région flamande.

## Voir aussi

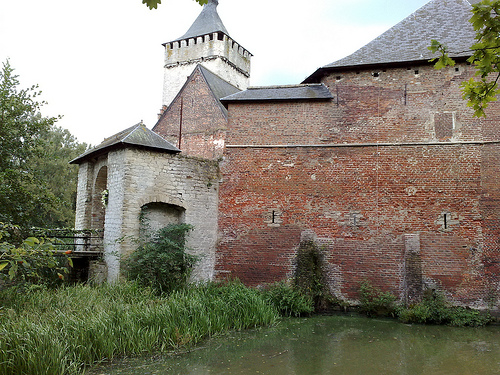
Entrée du château.

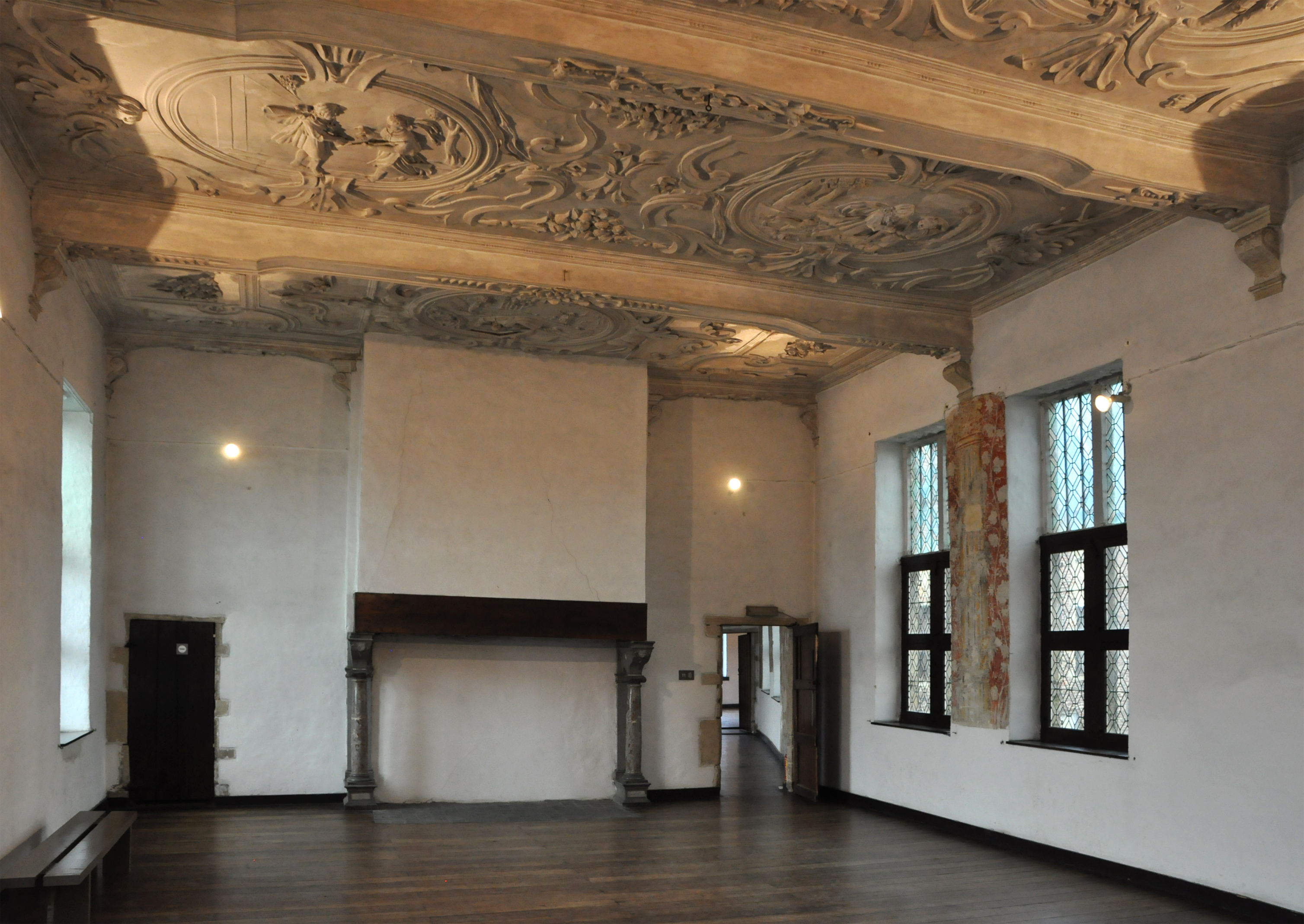
Intérieur du château et son plafond en stuc.

## Galerie photo

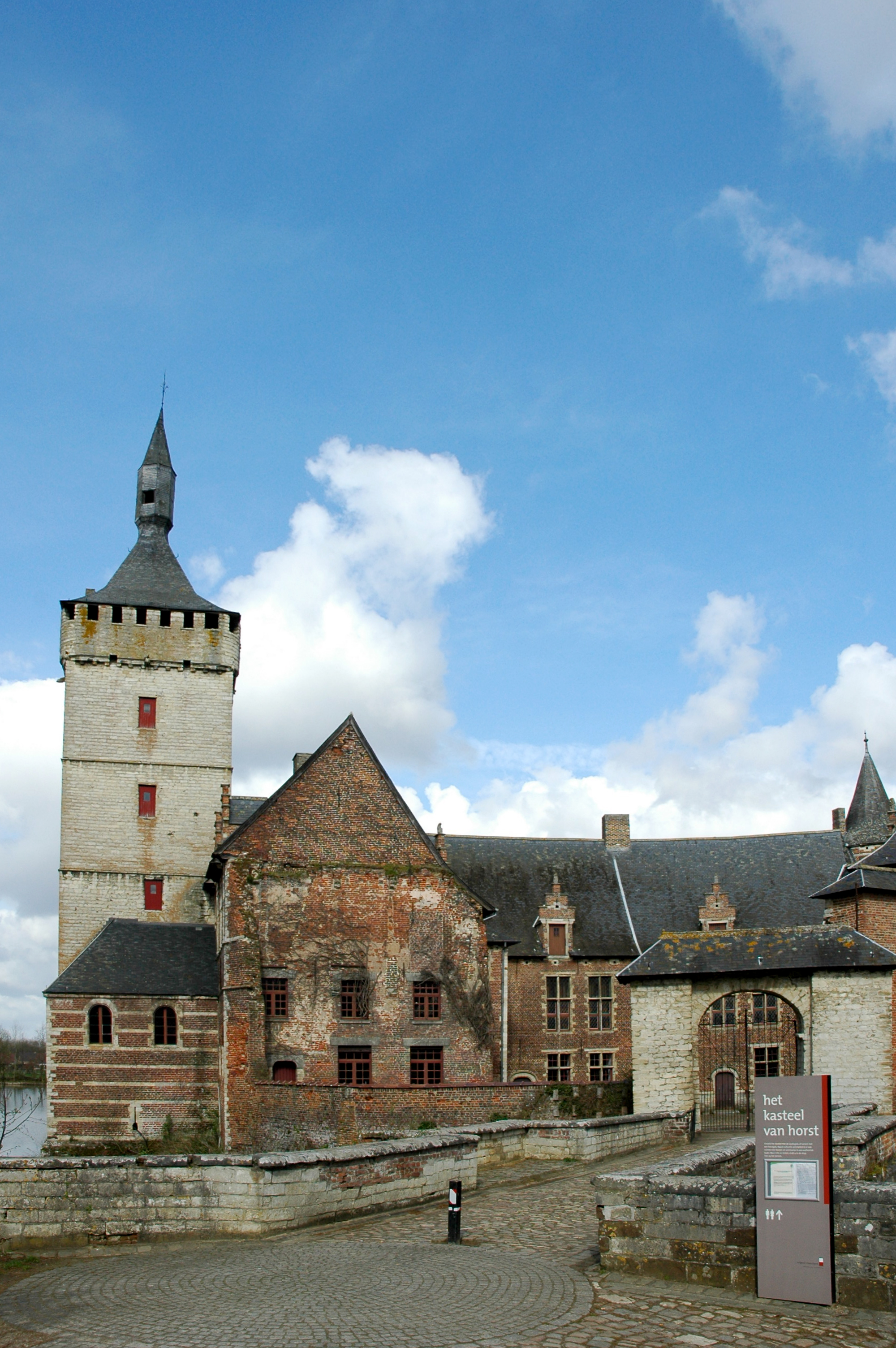
Vue de la cour
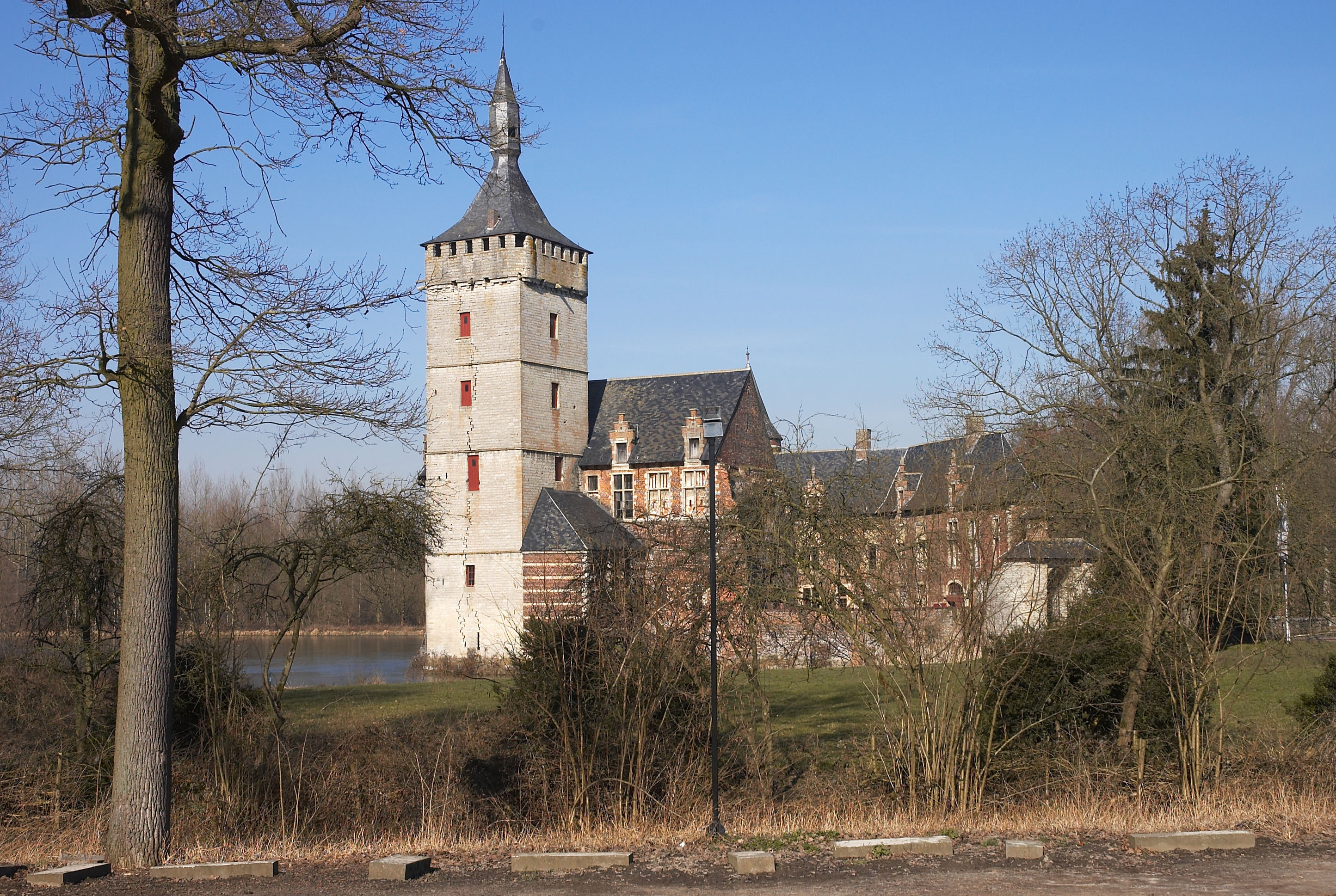
direction nord
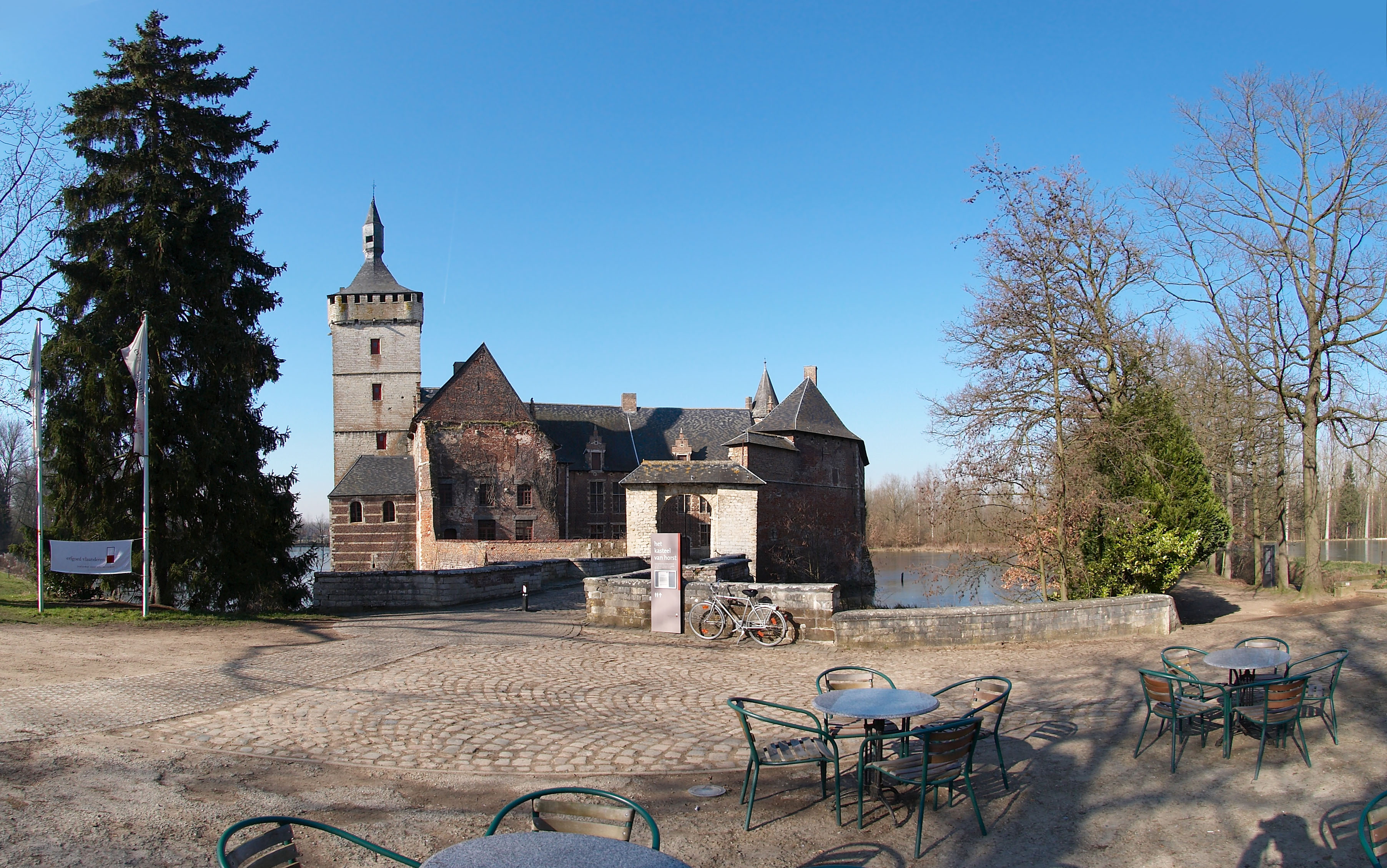
direction nord-ouest
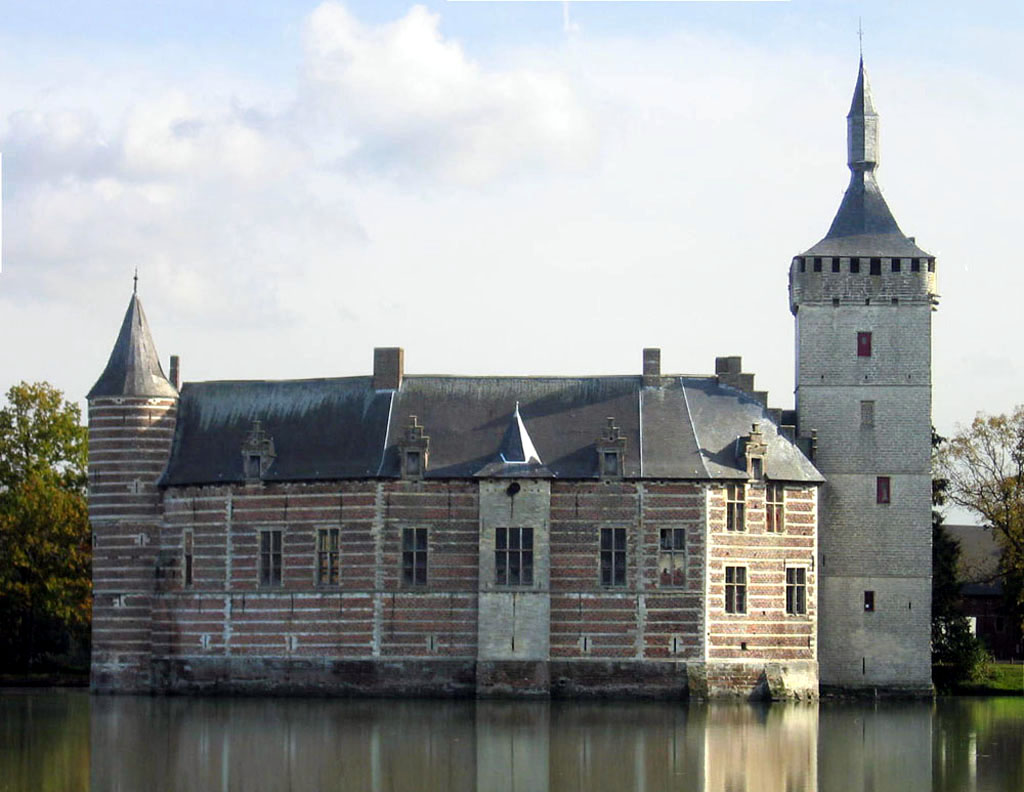
direction sud
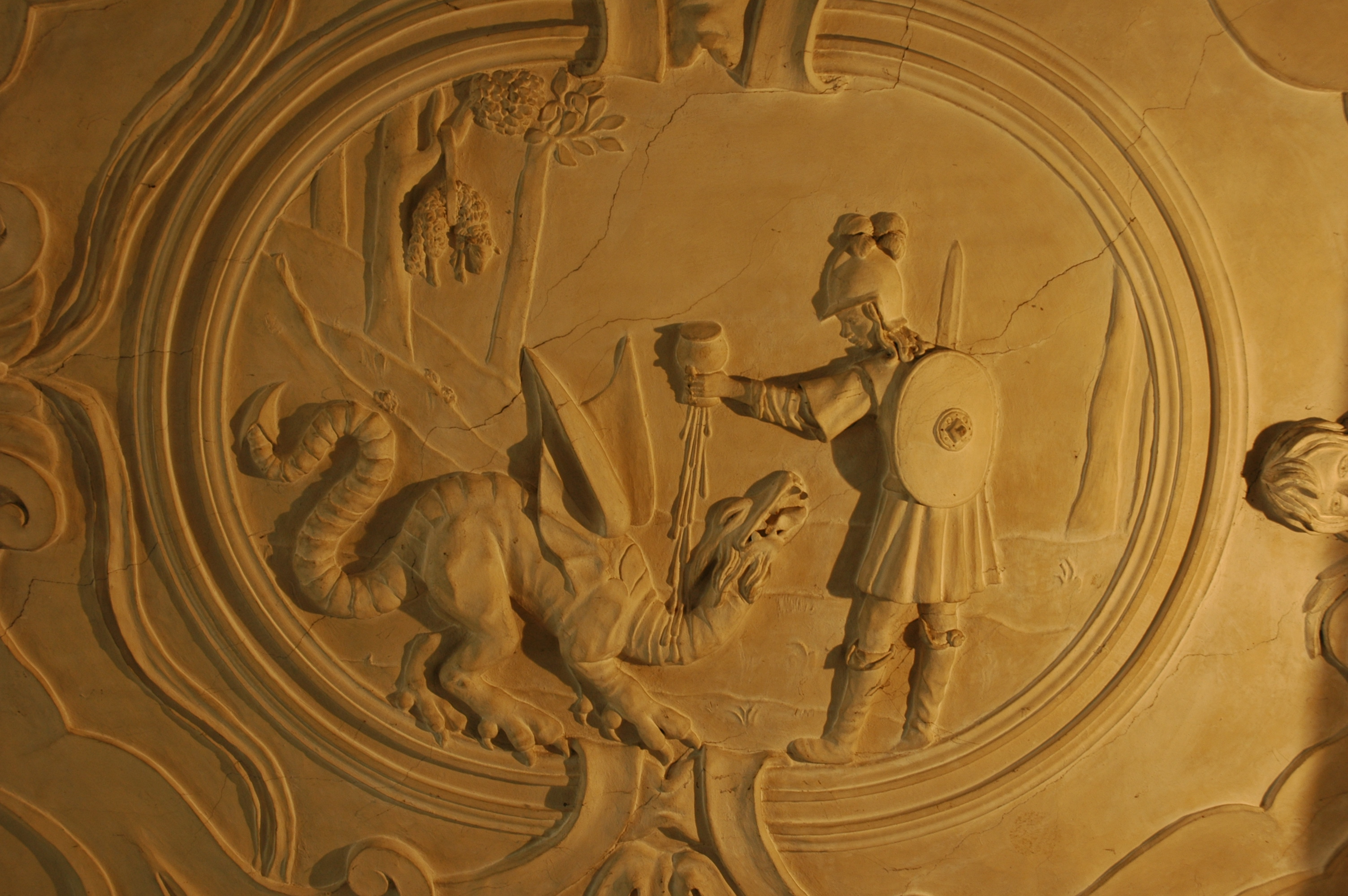
Moulure d'un plafond